# Jérôme Tarteron
Jérôme Tarteron, né le 7 février 1644 à Paris où il est mort le 12 juin 1720, est un jésuite français, professeur de rhétorique et traducteur de poésie latine.

## Biographie
Il professa la rhétorique et les humanités et publia des traductions des Satires, des Épîtres et de L'Art poétique d'Horace ainsi que des Satires de Perse et de Juvénal. Elles eurent de nombreuses éditions.
Nicolas-Joseph Sélis dit à propos de sa traduction des Satires de Perse : « Cette traduction fit oublier celle de ses prédécesseurs. Cependant le traducteur n'a ni entendu ni senti son auteur. Il en a fait presque toujours un pédant bel-esprit, qui affecte des airs légers et mêle des gentillesses à ses adages. Les vers serrés et pressants de Perse sont remplacés par de longues phrases ; ses images et ses figures souvent hardies, par des trivialités. »

## Source biographique
- Pierre Larousse, Grand Dictionnaire universel du XIXe siècle, vol. XIV, 1875, p. 1488.